# Sebastián Romero
Miguel Ángel Sebastián Romero (* 14. Dezember 1979 in Florida) ist ein argentinischer Fußballspieler.
Der Mittelfeldspieler begann seine Karriere bei den Chacarita Juniors. 2003 wurde er nach einem positiven Dopingtest für drei Monate gesperrt. Kurz vor der Bekanntgabe des Falls war er nach Spanien gewechselt zum Zweitligisten SD Eibar. 2004 kehrte er nach Argentinien zurück und spielte jeweils ein Jahr bei Gimnasia y Esgrima La Plata, Banfield und beim Racing Club. Von 2007 bis 2009 stand er bei Colón de Santa Fe unter Vertrag. Danach ging er zu Independiente Rivadavia in die Nacional B. Von 2012 bis Anfang 2014 spielte er für Jorge Wilstermann in der Liga de Fútbol Profesional Boliviano. Dann ging er zu seinem alten Klub Chacarita, der mittlerweile nur noch drittklassig war. Im Juli 2014 wechselte er zu Almirante Brown.